# Xenotriccus mexicanus
El mosquero del Balsas o papamoscas del Balsas (Xenotriccus mexicanus) es una especie de ave paseriforme de la familia Tyrannidae, una de las dos pertenecientes al género Xenotriccus. Es endémica de México.

## Distribución y hábitat
Se distribuye en el suroeste de México desde el centro de Michoacán y Morelos al este hasta Oaxaca (a occidente del istmo de Tehuantepec). Es mayormente residente, pero puede bajar en el invierno a elevaciones menores de la cuenca del Río Balsas. Registros provenientes de Guatemala y Belice se consideran errados.
Esta especie es considerada poco abundante en sus hábitats naturales: los bosques de encino y el nivel bajo o medio de matorrales semiáridos de montaña, mezquites y bosques espinosos, ocasionalmente en áreas de pastoreo semiabiertas; generalmente entre los 900 y 2000 m de altitud.

## Descripción
Es un ave pequeña, de unos 14 cm de longitud, de color apagado gris u oliváceo con el vientre claro amarillento, el pecho gris, y la garganta blanquecina. En la cabeza tiene una cresta conspicua también de color grisáceo.

## Sistemática

### Descripción original
La especie X. mexicanus fue descrita por primera vez por el ornitólogo estadounidense John Todd Zimmer 1938 bajo el nombre científico Aechmolophus mexicanus; su localidad tipo es: «Cuernavaca, 5000 pies (c. 1520 m), México»; el holotipo, un macho adulto recolectado el 9 de abril de 1908, se encuentra depositado en el Museo Americano de Historia Natural, en Nueva York, bajo el número AMNH 428549.

### Etimología
El nombre genérico masculino «Xenotriccus» se compone de las palabras del griego «xenos» que significa ‘extraño’, y «τρικκος trikkos» un pequeño pájaro no identificado; en ornitología, triccus significa «atrapamoscas tirano»; y el nombre de la especie «mexicanus», se refiere a México, el país de residencia.

### Taxonomía
Es monotípica.